# You Know You’re Right
You Know You’re Right – singel grunge'owego zespołu Nirvana, który promował ich album największych hitów, Nirvana. Jest to ostatni oficjalny singel tej grupy. Do jego promowania nakręcono teledysk z różnych fragmentów nagrań koncertowych. Utwór znalazł się również w wersji akustycznej na albumach: With the Lights Out oraz Sliver: The Best of the Box. „You Know You’re Right” błędnie nazywany jest ostatnim utworem nagranym przez Nirvanę, podczas gdy ostatnim utworem zarejestrowanym przez zespół był „Jesus Doesn’t Want Me For a Sunbeam” zespołu The Vaselines, nagrany w lutym 1994 roku.

## Historia
Utwór został napisany w 1993 roku i jest ostatnią piosenką napisaną przez Cobaina. Wersje koncertowe utworu zostały wydawane na nieoficjalnych bootlegach, natomiast wersja studyjna (nagrana na ostatniej sesji nagraniowej Nirvany 30 stycznia 1994 roku) przez lata pozostała niewydana. Byli członkowie zespołu, Dave Grohl i Krist Novoselic, chcieli utwór umieścić na planowanym box secie z innymi niewydanymi demami, jednakże Courtney Love – wdowa po Cobainie, uznała, że „You Know You’re Right” powinien pojawić się w kolekcji największych hitów zespołu. We wrześniu 2002 roku doszło do porozumienia między Love, Grohlem i Novoselicem, i piosenka została wydana jako ostatni oficjalny singel promocyjny Nirvany.

## Zespół
- Kurt Cobain – wokal, gitary
- Dave Grohl – perkusja, gitara basowa, wokal
- Krist Novoselic – gitara basowa, akordeon, gitara akustyczna

## Covery
- Hole – podczas koncertu MTV Unplugged
- Limp Bizkit
- Breaking Benjamin
- Seether